# Manfred Stengl
Manfred Stengl   (Salzburg, 1 d'abril de 1946 - Douglas, 6 de juny de 1992) fou un esportista austríac que destacà en nombrosos esports. S'inicià en el luge, per continuar amb el bobsleigh i finalitzar la seva carrera esportiva en el motociclisme.
Stengl s'inicià en el luge, esport que practicà fins al 1971. El 1962 guanyà una medalla de bronze en la prova per parelles del Campionat d'Europa de luge. El 1964, als Jocs Olímpics d'Hivern d'Innsbruck, fent parella amb Josef Feistmantl, guanyà la medalla d'or en la prova per parelles del programa de luge.
A partir de 1971 se centrà en el bobsleigh, esport en què el 1975 guanyà la medalla de bronze en la prova de bobs a 4 del Campionat del món de bob.
A banda, des de finals de la dècada de 1960, havia participat en diverses proves de motociclisme, arribant a guanyar el campionat nacional dels 350 cc el 1969. Va morir el 1992 en un accident de moto mentre disputava el Tourist Trophy Formula One a l'illa de Man.